# Gyllenbom

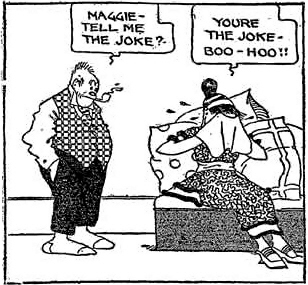
Del av Gyllenbom-serie från 1916

Gyllenbom (Bringing Up Father i original) är en klassisk amerikansk dagspresserie skapad av George McManus. Serien debuterade den 13 januari 1913. McManus ansvarade för serien fram till sin död 1954. Därefter var det allmänt tippat att hans assistent Zeke Zekely (som jobbat på serien i tjugo år) skulle få ta över den, men syndikatet valde att låta jobbet gå till Vernon Greene istället.
I Sverige utgavs serien regelbundet i veckotidningen Hemmets Journal och de svenska förnamnen på figuren var Anders Petter. Gyllenbom var även en av förebilderna för Rune Mobergs "Lilla Fridolf" som startade som radioprogram 1955 och som serietidning året efter.
De sista tjugo åren tecknades serien av Frank Johnson. Den lades ner 28 maj 2000, och var vid det laget den dagliga dagspresserie som levt längst. (Söndagspublicerade dagspresserier som "Knoll och Tott" har emellertid överlevt längre.)

## Handling
Anders Petter Gyllenbom (Jiggs i original), hans hustru Rosamunda (Maggie) och den just giftasvuxna dottern Eulalia (Nora) kommer från mycket enkla förhållanden – familjen hette ursprungligen bara Bom – men har nu blivit förmögna, bytt namn till Gyllenbom och flyttat in i en lyxvilla med massor av tjänstefolk. Herr Gyllenbom är dock inte helt tillfreds med familjens nya liv – han vill helst bara fortsätta med att träffa sina gamla kompisar på Olssons bar. Rosamunda vill dock annorlunda; nu när de är rika ska familjen in i societén, till varje pris – och eftersom Rosamunda är en mycket viljestark dam som inte drar sig för att ta till handgripligheter mot maken, så är det bara för Anders Petter att hålla med och göra som frun säger (och försöka träffa kompisarna på Olssons bar i smyg ändå).